# Dystrykt Bhakkar
Bhakkar (urdu: ضِلع بهكّر) – dystrykt w Pakistanie, położony w prowincji Pendżab. Siedzibą administracyjną dystryktu jest Bhakkar.

## Demografia
Większość mieszkańców posługuje się językiem saraiki.
| Rok  | Liczba ludności |
| ---- | --------------- |
| 1972 | 500.498         |
| 1981 | 665.884         |
| 1998 | 1.051.456       |
| 2017 | 1.650.518       |